# Прудок (Сумская область)
Прудок (укр. Прудок) — село,
Червоненский сельский совет,
Сумский район,
Сумская область,
Украина.
Село ликвидировано в 1989 году .

## Географическое положение
Село Прудок находится на расстоянии до 1 км от сёл Горное, Вишнёвое и Луговое.

## История
- 1989 — село ликвидировано [1].